# KHangMan
KHangMan è un programma educativo per l'incremento delle abilità linguistiche tramite il classico gioco dell'impiccato incluso nel modulo kdeedu (programmi di edutainment) dell'ambiente desktop KDE; viene normalmente distribuito insieme agli altri programmi.
È un software libero distribuito con licenza GNU General Public License.
Le parole da indovinare sono raccolte in vocabolari al momento disponibili in ventiquattro lingue. All'interno del gioco sono presenti quattro livelli: facile, medio, difficile e "animali", categoria che contiene solo nomi di animali.